# 王清松
王清松（1952年6月20日—），台灣歌仔戲鼓師，拜陳維清、邱火榮等先生習打鼓（以鼓領導戲曲樂隊，又叫做司鼓）藝術，曾在國立台灣戲曲專科學校（現國立台灣戲曲學院）歌仔戲科與戲曲音樂科兼任教師，教台灣歌仔戲打鼓藝術，著有《歌仔戲曲調鑼鼓運用》（與學生呂冠儀合著，2000年）等書。
王清松出身很艱苦，從小（13歲起）在歌仔戲的戲班（劇團）裡習藝，他曾向自己的學生呂冠儀回憶：所有鑼鼓點子都靠暗記，在先生（意思是老師）面前和戲班裡不能打鼓，只能拿鐵筷子到外面敲打硬幣練習，慢慢地先生認可了才有機會打鼓。
師承是陳維清和邱火榮的他，培養出莊步超、黃建銘、陳申南等許多學生。
他是已故歌仔戲樂師洪堯進的女婿。

## 電視歌仔戲打鼓
王清松的全盛時期在上個世紀（20世紀）末葉，有1段相當長時間，台灣各無線電視台的各大歌仔戲劇團的鼓師（武場領班；武場指導；武場領導）全部都是他。
台視的楊麗花劇團原鼓師蔡育仁過世後的每1檔戲，都請王清松打鼓，直到目前最後1檔戲（《君臣情深》）都是王清松打鼓。
華視的葉青劇團，從陳聰明執導的《孔明三氣周瑜》和《秋江煙雲》起都是王清松打鼓，中間只有1部《玉樓春》例外；先前的神仙歌劇團（許再添做音樂指導）時期，也有1部《蝶戀花》（陳昇琳執導）請王清松打鼓。
中視的河洛歌劇團（張秀琴時期、郭春美時期、黃香蓮時期）、黃香蓮劇團（黃復國擔任製作人），台視的李如麟劇團從第1檔戲到最後1檔戲，都是王清松打鼓（華視李如麟劇團有些戲是陳維清打的，文場領班還是簡永福）。
1990年代公共電視第1個歌仔戲團明霞歌劇團（小明明劇團）的戲《洛神》是王清松打鼓，而且1980年代就已和小明明劇團合作。
葉青劇團轉往公共電視後，鼓師還是王清松，文場領班（領奏琴師；主弦）改請柯銘峰。
這些王清松打鼓的電視歌仔戲，幾乎都是簡永福（簡宏榮）做文場領班（音樂指導），洪堯進做主弦（領奏琴師）。
只有《蝶戀花》（許再添音樂指導兼主弦）、《君臣情深》（劉文亮音樂指導兼主弦）和《秦淮煙雨》（周以謙音樂設計，柯銘峰主弦）例外。

## 大型舞台歌仔戲公演打鼓
王清松長期在台灣各大歌仔戲團做鼓師，擔當打鼓重任。
他曾在專營大型舞台歌仔戲公演的歌仔戲團「河洛」長時間擔任鼓師，1直到第1版《新天鵝宴》（劉文亮唱腔設計，柯銘峰領奏，陳中申編曲指揮台北市立國樂團）這部戲改請他的學生陳子堅（後改名陳劭竑）為止，陳子堅還給再來的《賣身做父》打鼓，《新鳳凰蛋》和《秋風辭》首演又改請朱作民打鼓，再來的戲就都是林永志（他是邱火榮和呂永輝的學生）打鼓了。
楊麗花劇團在台灣國家戲劇院推出的3部大型舞台歌仔戲公演：《呂布與貂蟬》、《雙槍陸文龍》、《梁山伯與祝英台》通通都是王清松打的鼓，文場領班都是簡永福，主弦都是洪堯進；2007年推出的《丹心救主》還是王清松打鼓，主弦由音樂設計劉文亮兼任。
黃香蓮劇團的大型舞台歌仔戲公演《青天難斷》、《鄭元和與李亞仙》、《前世今生蝴蝶夢》、《新寶蓮燈》、《寒江關》都是王清松打鼓（只有《風流才子唐伯虎》是學生黃建銘打鼓）；簡永福（簡宏榮）做文場領班，《青天難斷》、《鄭元和與李亞仙》、《前世今生蝴蝶夢》、《新寶蓮燈》請洪堯進做主弦。
葉青劇團在台灣國家戲劇院推出的惟1的1部大型舞台歌仔戲公演《冉冉紅塵》是王清松打鼓（編曲陳建誠，文場領班簡永福，主弦洪堯進，舞台監督柯銘峰，助理導演蔣建元，副導演齊復強，導演石文戶；還到美國紐約林肯中心公演）。
王清松擔任明聲歌仔戲團（團長；製作人；音樂指導王振義）創團大戲《琴劍恨》世界首演（在台北國立國父紀念館）的武場領班（鼓師），文場領班是簡永福和許再添（兼主弦）。
明華園劇團的重大公演戲碼，《劉全進瓜》、《界牌關傳說》、《紅塵菩提》、《濟公活佛》、《乘願再來》等都特請王清松打鼓，早期主弦是許再添，後期是陳孟亮和陳志昇。
他同時是唐美雲歌仔戲團、薪傳歌仔戲劇團、一心歌劇團、文薪劇團、蓮荷文化劇團、台灣歌仔戲班劇團、台灣唸歌團等許多歌仔戲劇團的常任或兼任鼓師，曾隨許多劇團到日本、南非、美國、荷蘭、巴西、瑞士、中國、法國、新加坡、馬來西亞等多國巡演。
1997年度鹽份地帶文藝營（在台南縣南鯤身舉辦）的「歌仔戲之夜」晚會，特請王清松打鼓，柯銘峰主弦。

## 歌仔戲錄音專輯打鼓
他打鼓的歌仔戲音樂專輯有廖瓊枝編劇、演唱的《王寶釧寫血書·薛平貴回窯》（李國治主弦）；台灣政府機關出版的《大家來唱歌仔戲》（洪堯進音樂指導兼主弦，柯銘峰編曲和演奏月琴，簡永福揚琴，劉文亮胡琴，林竹岸大廣弦，莊家煜管樂器，吳聰明三弦，簡明峰、張清雲打擊樂器，吳興松大提琴）；明華園劇團的《明華園歌仔戲曲調精選集》；司馬文心（黃寶香）編劇、主唱的《錯中緣》、《淵愁》、《天子告狀》；林卉楹（林幼）編劇、演唱的《梅開二度》；李靜芳主唱，柯銘峰主弦、音樂總監，莊家煜管樂器、音樂統籌，簡永福揚琴，劉文亮大提琴的《珠圓玉潤阿旦歌》等。

## 電影歌仔戲片段司鼓
他參演台灣中央電影公司1999年出品的電影《沙河悲歌》（七等生原著，張志勇執導），飾歌仔戲鼓師，實際打鼓，鑼鈸是林義恆和簡明峰，琴師是洪堯進和劉文亮。

## 培養新血
跟王清松學打鼓的學生很多，其中的 朱作民、莊步超、陳申南、黃建銘等都已是能獨當1面的歌仔戲鼓師。

## 延伸閱讀
王清松、呂冠儀，《歌仔戲曲調鑼鼓運用》，台灣戲曲專科學校，2000年，台北。
呂冠儀，《台灣歌仔戲武場音樂研究》，南華大學美學與藝術管理研究所碩士論文，2002年，嘉義。